# نوگلبرگ‌دم خال‌دار
نوگلبرگ‌دم خال‌دار (نام علمی: Neopetalia punctata) نام یک گونه از زیرراسته آسیابک است.